# Ponte Tatara
Il ponte Tatara (多々羅大橋?, Tatara Ōhashi) è un ponte strallato situato in Giappone. 

## Descrizione
Il ponte ha una campata centrale di 890 metri. Il ponte fa parte di uno dei tre percorsi del progetto Honshū-Shikoku Bridge che collega le isole di Honshū e Shikoku attraverso il mare interno di Seto.
Il ponte, inaugurato il 1º maggio 1999, dispone di due corsie di traffico in ogni direzione e ha corsie aggiuntive per biciclette, motocicli e pedoni. Fu originariamente progettato come ponte sospeso nel 1973. Nel 1989, il progetto fu trasformato in un ponte strallato. Le due campate in acciaio sono alte 220 metri e hanno la forma di una Y rovesciata. La costruzione del ponte durò poco più di sei anni.